# Виленкин, Борис Ильич
Борис Ильич Виленкин (12 мая 1907, Санкт-Петербург — 19 марта 1977, Ленинград) — советский инженер, специалист в области специального приборостроения. Лауреат Сталинской премии 2-й степени (1951).

## Биография
Родился 12 мая 1907 года в Санкт-Петербурге в семье бундиста Ильи Леонтьевича (Леоновича) Виленкина (1879—?) — видного представителя еврейского рабочего движения в России, участника Якутского протеста.
В 1926 году поступил на физико-механический факультет Ленинградского политехнического института. В связи с разделением в 1930 году ЛПИ на отраслевые вузы — окончил Ленинградский физико-механический институт (1930).
В 1933—1977 годах работал в Остехбюро (с 1939 года — НИИ-49, с 1966 года — ЦНИИПА, с 1971 года — ЦНИИ «Гранит»): инженер, старший инженер, начальник лаборатории, заместитель главного конструктора, главный конструктор разработок, начальник лаборатории микроэлектроники, заместитель главного конструктора радионавигационной системы вывода самолётов на цель бомбометания, начальник комплексной лаборатории по новой тематике, главный конструктор по заказу «Кайра» (1967—1971).
Умер 19 марта 1977 года в Ленинграде

## Награды
- Сталинская премия 2-й степени (1951) — за работу в области связи;
- Почётный радист СССР;
- 4 медали.